# Баста 5
«Баста 5» — пятый студийный сольный разножанровый альбом Басты, выпущенный весной 2016 года в двух частях: 1-я — 20 апреля, 2-я — 13 мая. Презентация альбома состоялась 18 и 21 апреля 2016 года в Государственном Кремлёвском дворце в сопровождении симфонического оркестра.

## История и предпосылки
В сентябре 2015 года в видеоинтервью порталу «Газета.Ru» Баста сообщил, что выпуск альбома «Баста 5» запланирован на 20 апреля 2016 года.
Причиной разделения альбома на две части, по словам Басты, стали технические моменты: «Так произошло, потому что вторую часть я не успел доделать вовремя. Появились интересные идеи, как его доработать».
Первым синглом альбома стала песня «Там, где нас нет» 2 октября 2015 года, записанная для фильма «Родина». Второй сингл появился 20 февраля 2016 года и им стала песня «Я смотрю на небо» к другому фильму — «Ке-ды». Третий сингл из альбома — «Голос» — записан при участии певицы Полины Гагариной, коллегой Басты в жюри в четвёртом сезоне одноимённого телешоу, и вышел 14 апреля. В тот же день на «Первом канале» в вечернем шоу «Вечерний Ургант» Баста предстал в качестве гостя, а затем вместе с Полиной исполнил драматическую песню живым звуком.
Песня «Выпускной (Медлячок)» стала хитом после выхода видеоклипа и одной из самых популярных песен года. По итогам 2017 года композиция продолжала оставаться популярной, она заняла 29-е место в чарте Apple Music и iTunes среди самых популярных песен у россиян.

## Оценка и критика
Газета.Ru отметила уникальность альбома в том, что тот не укладывается ни в какие жанровые рамки, а также назвала его одним из главных русскоязычных альбомов года. Впрочем, сам Баста также не в силе определить стилистику альбома, однако охарактеризовывает его довольно мрачным и называет странным, сопоставляя результат записи с «кризисом среднего возраста».
По мнению редакции портала Rap.Ru двойной альбом стал одним из двадцати лучших русскоязычных рэп-альбомов в 2016 году и удостоился в этом топе третьего места.
По итогам 2017 года альбом занимал 27-е (1 часть) и 25-е (2 часть) места в российском чарте Apple Music и iTunes.

## Список композиций
1 часть
| №   | Название                              | Текст песни                        | Музыка            | Длительность |
| --- | ------------------------------------- | ---------------------------------- | ----------------- | ------------ |
| 1.  | «Интро (Мое время в пути)»            | Василий Вакуленко                  | Василий Вакуленко | 6:48         |
| 2.  | «Удивительный мир»                    | Василий Вакуленко                  | Василий Вакуленко | 3:39         |
| 3.  | «Фонари» (feat. Тати)                 | Василий Вакуленко                  | Василий Вакуленко | 5:12         |
| 4.  | «Голос» (feat. Полина Гагарина)       | Василий Вакуленко, Полина Гагарина | Василий Вакуленко | 3:13         |
| 5.  | «Я смотрю на небо»                    | Василий Вакуленко                  | Василий Вакуленко | 4:24         |
| 6.  | «Партизан»                            | Василий Вакуленко                  | Василий Вакуленко | 2:42         |
| 7.  | «Я рано научился летать»              | Василий Вакуленко                  | Василий Вакуленко | 4:34         |
| 8.  | «Хочу к тебе»                         | Василий Вакуленко                  | Василий Вакуленко | 3:41         |
| 9.  | «Буду»                                | Василий Вакуленко                  | Василий Вакуленко | 5:52         |
| 10. | «Последнее слово» (feat. Олег Майами) | Василий Вакуленко                  | Василий Вакуленко | 5:33         |
| 11. | «Там, где нас нет»                    | Василий Вакуленко                  | Василий Вакуленко | 4:58         |

2 часть
| №   | Название                                                                                       | Текст песни | Музыка            | Длительность |
| --- | ---------------------------------------------------------------------------------------------- | --- | ----------------- | ------------ |
| 1.  | «Финальный матч» (feat. Смоки Мо)                                                              | Василий Вакуленко, Александр Цихов                                                                                              | Василий Вакуленко | 4:38         |
| 2.  | «Виски и кокаин» (feat. «Нервы» & Смоки Мо)                                                    | Василий Вакуленко, Александр Цихов, Евгений Мильковский                                                                         | Василий Вакуленко | 5:56         |
| 3.  | «Выпускной (Медлячок)»                                                                         | Василий Вакуленко | Василий Вакуленко | 5:35         |
| 4.  | «XTZ»                                                                                          | Василий Вакуленко | Василий Вакуленко | 3:56         |
| 5.  | «Рэп как шанс» (feat. Крип-а-Крип, Змей, Jahmal TGK, Регион Снега, Лион, Карандаш & Муза Скат) | Василий Вакуленко, Глеб Волков, Антон Мишенин, Артём Аверин, Алексей Караманов, Сергей Демьянко, Денис Григорьев, Кирилл Леонов | Василий Вакуленко | 5:09         |
| 6.  | «Мои разбитые мечты»                                                                           | Василий Вакуленко | Василий Вакуленко | 3:45         |
| 7.  | «Троллейбус»                                                                                   | Булат Окуджава | Василий Вакуленко | 1:53         |
| 8.  | «Чёрт»                                                                                         | Александр Галич | Василий Вакуленко | 4:40         |
| 9.  | «Ум» (feat. UM)                                                                                | Василий Вакуленко | Василий Вакуленко | 5:08         |
| 10. | «Я почти погиб»                                                                                | Василий Вакуленко | Василий Вакуленко | 5:19         |
| 11. | «Я поднимаюсь над землёй» (feat. Алёна Омаргалиева)                                            | Василий Вакуленко | Василий Вакуленко | 3:44         |
| 12. | «Космос» (feat. Чаруша)                                                                        | Василий Вакуленко | Василий Вакуленко | 6:29         |

## Видеоклипы
- 2015 — «Там, где нас нет (OST: „Родина“)»
- 2016 — «Я смотрю на небо» (OST «Ке-ды»)
- 2016 — «Интро (Моё время в пути)»
- 2016 — «Голос» (при уч. Полина Гагарина)[19].
- 2016 — «Выпускной (Медлячок)»
- 2016 — «Фонари» (при уч. Тати)
- 2016 — «Я рано научился летать»
- 2016 — «Я поднимаюсь над землей» (при уч. Алена Омаргалиева)
- 2017 — «Троллейбус»
- 2018 — «Мои разбитые мечты»
- 2018 — «Буду»

## Интересные факты
- Обложка альбома была нарисована в текстовом редакторе iPhone самим Бастой[9].
- Песни «Партизан», «Я смотрю на небо» и «Я рано научился летать» объединены в цикл «Три письма». Они записаны по письмам солдат, в которых те делятся своей болью со своими матерями[9].
- Текст песни «Там, где нас нет» был написан Бастой за 10—15 минут сразу после предпремьерного просмотра фильма «Родина»[9]. Сама композиция стала саундтреком к фильму и попутно первым синглом из альбома[20].
- Песня «Я смотрю на небо» заявлена саундтреком к фильму «Ке-ды» режиссёра Сергея Соловьева[4], в котором сам Вакуленко исполнил роль военного[21].
- Самой старой записанной песне до её релиза в альбоме было семь лет[9].
- Песня «Хочу к тебе» имеет другую версию при участии певицы Тати. Она появилась в 2015 году и записана более «студийным» звуком и в более рэперском стиле. На эту работу снят видеоклип.
- На презентации iPhone 7 7 сентября 2016 года Apple во время рассказа Тима Кука об успехах Apple Music показала коллаж из обложек музыкальных альбомов, среди которых была первая часть альбома «Баста 5»[22][23].
- Песня «Финальный матч» 26 октября 2015 года, до выхода в альбоме, стала официальным гимном телеканала «Матч ТВ»[24].